# Mačkovci
Mačkovci (madžarsko Mátyásdomb, nemško Wallbach) so naselje v Občini Puconci.